# Lola Linnéa Padotzke
Lola Linnéa Padotzke (* 2010) ist eine deutsche Kinderdarstellerin.

## Leben und Karriere
Padotzke ist die Tochter der Schauspielerin Susu Padotzke und des Musikers Sebastian Padotzke sowie die jüngere Schwester der Schauspielerin Laila Padotzke (* 2004).
Sie debütierte 2016 in der Kinokomödie Maria Mafiosi. Es folgte 2018 eine Nebenrolle in dem Fernsehfilm Kommissarin Lucas – Das Urteil. 2020 war sie in der Rolle der Häuptlingstochter Nscho-tschi in der Karl-May-Verfilmung Der junge Häuptling Winnetou zu sehen, der im August 2022 in den deutschen Kinos startete.

## Filmografie
- 2016: Maria Mafiosi
- 2018: Kommissarin Lucas – Das Urteil (Fernsehfilm)
- 2022: Der junge Häuptling Winnetou
- 2023: Inga Lindström: Einfach nur Liebe